# Janis Joplin

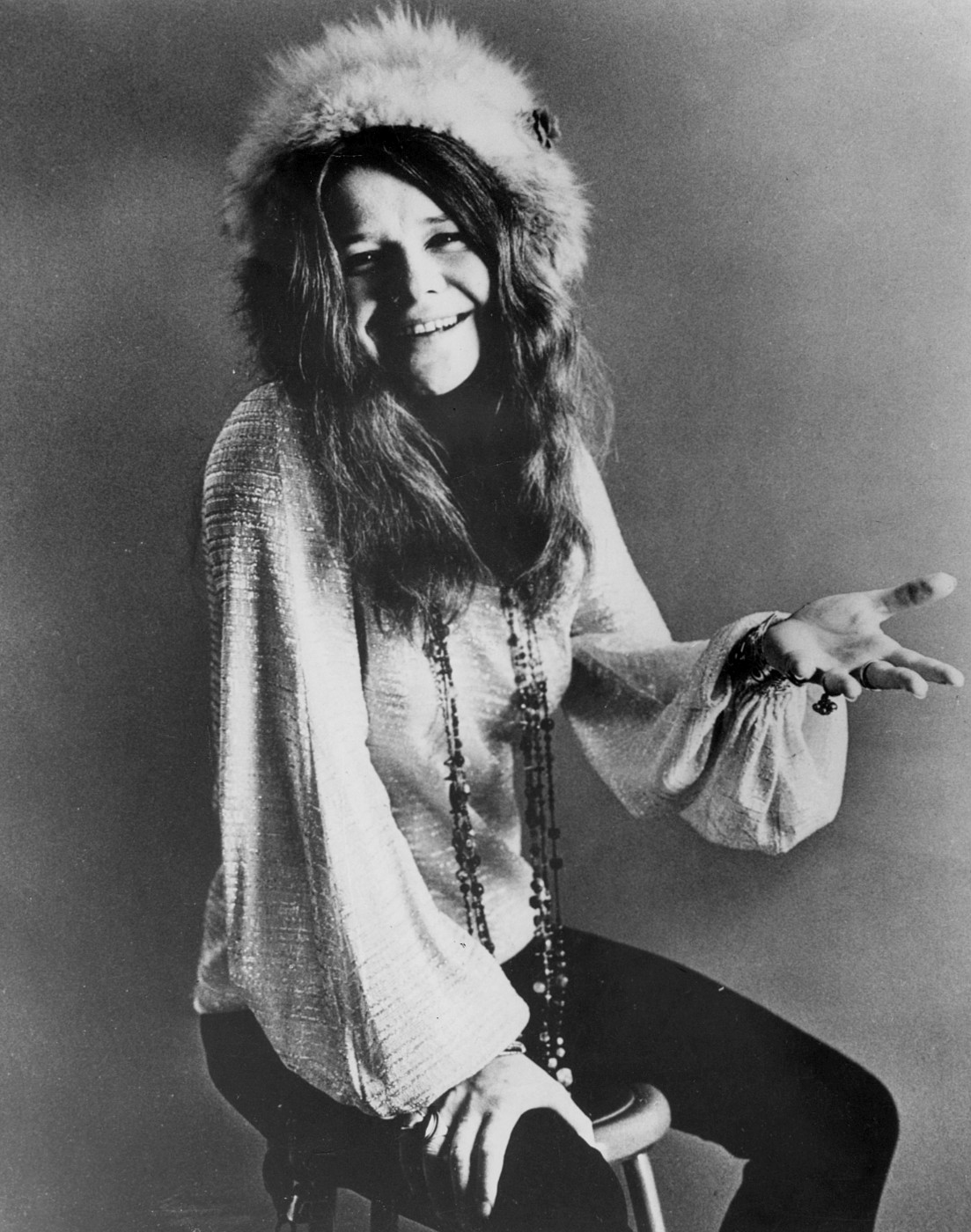
Janis Joplin (1970)

Janis Lyn Joplin (* 19. Januar 1943 in Port Arthur, Texas; † 4. Oktober 1970 in Los Angeles, Kalifornien) war eine US-amerikanische Rock- und Bluessängerin. Sie wurde vor allem durch ihre kraftvolle Stimme und ihr leidenschaftliches Auftreten auf der Bühne bekannt. Sie gilt als der erste weibliche Rockstar und wird heute als eine Vorreiterin für Frauen in der Musikbranche angesehen.

## Leben
Janis Joplin wurde 1943 in Osttexas geboren als Tochter von Seth Ward Joplin, einem Mitarbeiter der Ölgesellschaft Texaco, und Dorothy Joplin (geborene East), die eine Gesangsausbildung abgebrochen hatte und als Büroangestellte arbeitete. Sie hatte eine jüngere Schwester und einen jüngeren Bruder.
In ihrer Kindheit wandte sie sich der Kunst (besonders Gedichten) zu, las viel und sang im Kirchenchor. Ihre Mutter setzte auf das Talent ihrer älteren Tochter im Zeichnen und sorgte dafür, dass sie privaten Kunstunterricht bekam. Joplin erklärte, dass sie in der High School geächtet und gemobbt wurde. Als Teenager war sie übergewichtig und litt an Akne, die Narben hinterließ und eine Dermabrasion erforderte. Andere Kinder in der High School verspotteten sie und nannten sie „Schwein“, „Freak“, „Niggerliebhaber“ oder „Ekel“. Sie sagte:

„Ich war ein Außenseiter. Ich habe gelesen, ich habe gemalt, ich habe nachgedacht. Ich habe Nigger nicht gehasst.“

Schließlich entdeckte sie die Blues- und Folk-Musik für sich.
Nachdem sie 1960 ihren High-School-Abschluss bestanden hatte, ging sie im Alter von 18 Jahren nach Kalifornien, um Sängerin zu werden. Ihren ersten öffentlichen Auftritt hatte sie Ende 1961 im Halfway House in Beaumont in Texas. Sie versuchte sich an einigen Colleges, brach aber das Studium vorzeitig ab. Dann zog sie nach Los Angeles. Sie sang, unter anderem begleitet von Jorma Kaukonen (Gitarrist von Jefferson Airplane), in Kneipen und Folk-Clubs. Autodidaktisch geschult durch Schallplatten von Leadbelly, Odetta Holmes und Bessie Smith, ihrem größten Vorbild, avancierte sie mit ihrem hemmungslosen, bis dahin für eine weiße Sängerin einzigartigen Gesangsstil zur „Queen des weißen Bluesrock“.
Nachdem Joplin 1962 in Louisiana als Kellnerin gearbeitet hatte, kehrte sie nach Texas zurück, um in Austin ein Appartement zu beziehen, das später als The Ghetto bekannt wurde. Am College in Austin fiel sie wegen ihrer Kleidung als Außenseiterin auf. Tonangebende Studenten organisierten eine Kampagne, um sie zum „hässlichsten Menschen auf dem Campus“ zu wählen, und waren erfolgreich.
Im Jahre 1965 trat sie mit der Jazzband von Dick Oxtot auf. Im Frühsommer 1966 wurde Joplin von ihrem Bekannten Chet Helms, der seit 1963 Manager von Big Brother and the Holding Company war, gefragt, ob sie bei dieser Band als Sängerin einsteigen würde, und sie sagte zu.

### Big Brother and the Holding Company

Janis Joplins Haus in San Francisco, 635 Ashbury Street

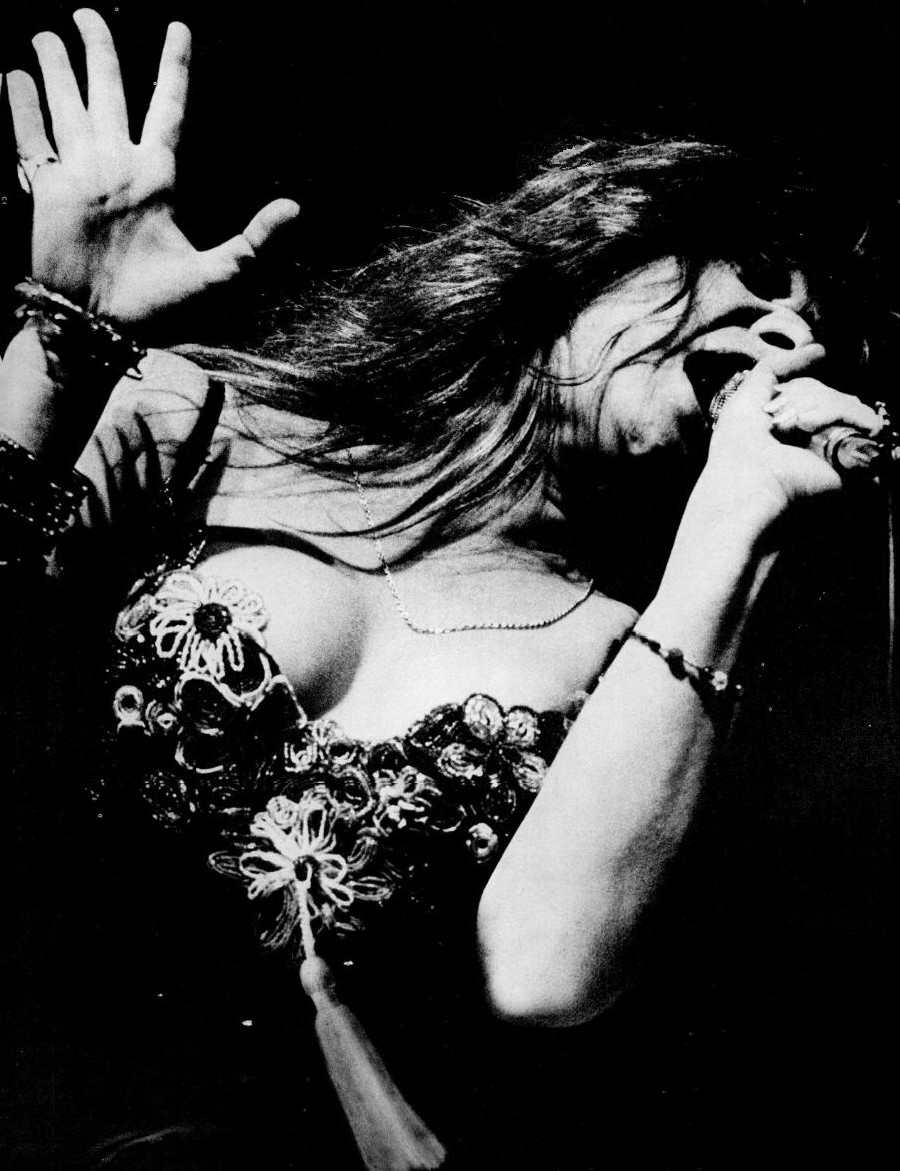
Janis Joplin beim Newport Folk Festival in Rhode Island, Juli 1968

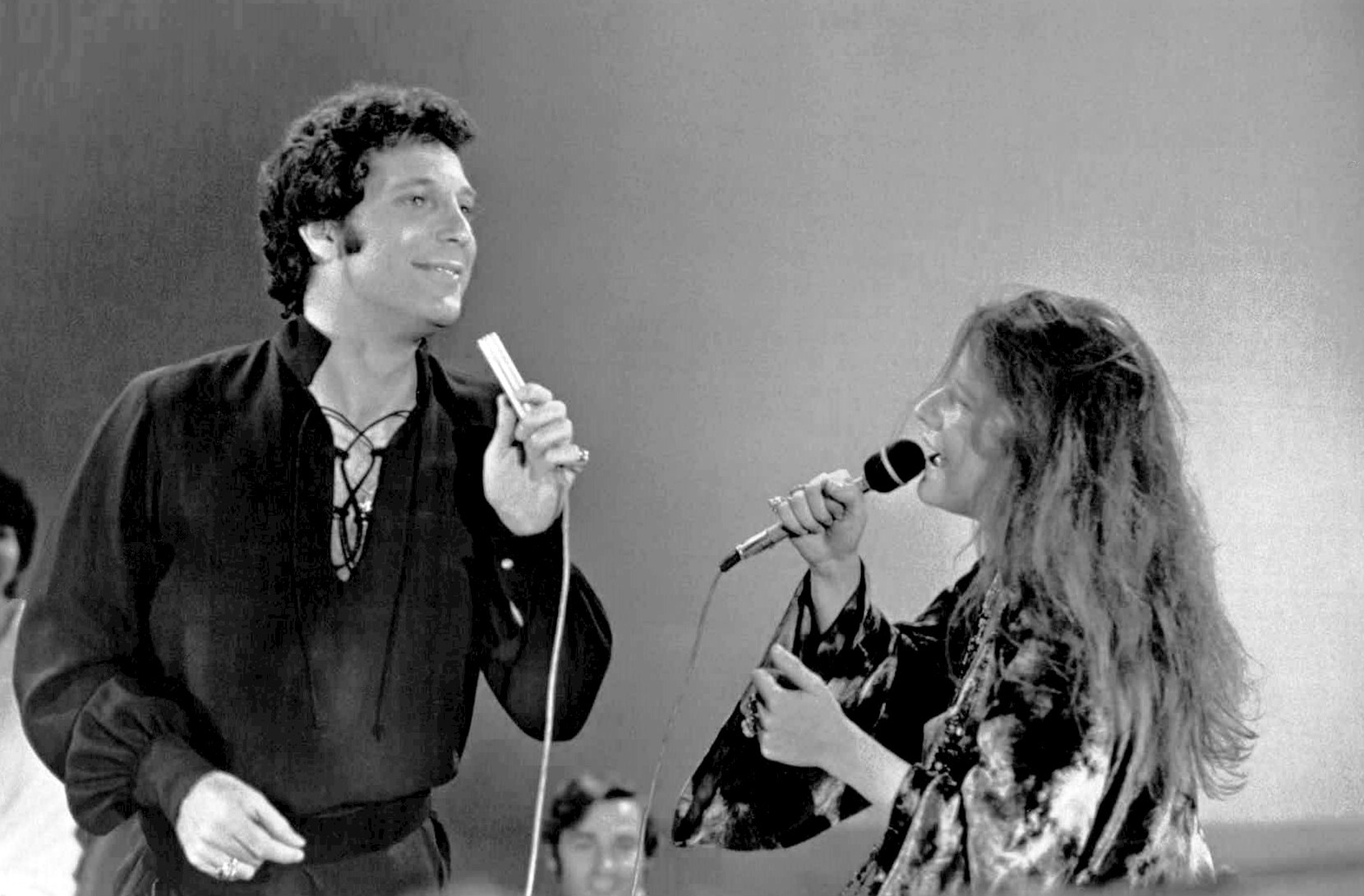
Janis Joplin im Duett mit Tom Jones in dessen TV-Show „This Is Tom Jones“, ausgestrahlt am 4. Dezember 1969

1966 zog sie daraufhin nach San Francisco, wo sie in den folgenden Jahren mehrere Wohnungen hatte. Die meiste Zeit lebte sie im Stadtteil Haight-Ashbury, 1967 teilte sie sich dort in der 122 Lyon Street ein Appartement mit ihrer Freundin Linda Gravenites. Später bezog sie ein Quartier in der Noe Street, danach wohnte sie schließlich in dem Haus 635 Ashbury Street.
In der Stadt begann ihre eigentliche Karriere, zusammen mit Big Brother and the Holding Company, mit der sie am 17./18. Juni 1967 erfolgreich beim Monterey Pop Festival auftrat. Sie erhielt einen Plattenvertrag bei Mainstream Records von Bob Shad, der dort Big Brother & the Holding Company Featuring Janis Joplin herausbrachte. Manager der Band wurde Albert Grossman. 
Im Jahre 1968 folgte für Columbia Records Cheap Thrills mit einem Frontcover von Robert Crumb. Das zweite Album enthielt schon viele ihrer bekannt gewordenen Stücke wie die Coverversion von Erma Franklins Piece of My Heart oder Ball and Chain. Nach den Studioaufnahmen reiste Joplin nach Nepal, wo sie sich im Herbst 1968 für eine Weile in Kathmandu aufhielt. Eine entsprechende Anspielung enthält der Song Cry Baby, in dem es heißt: „Honey, the road’ll even end in Kathmandu“.

### Kozmic Blues Band
Ende 1968 trennte sich Janis Joplin von der Band und stellte zusammen mit ihrer Plattenfirma eine größere Band zusammen, die lange keinen Namen hatte, aber nach dem folgenden dritten Joplin-Album Kozmic Blues Band genannt wurde. Der Grund dafür war der Ehrgeiz Joplins, mit einer professionellen Band mit Funk- und Blues-Instrumenten neue Musikrichtungen zu erschließen und professioneller zu arbeiten. Dies wurde unter anderem von der Musikzeitschrift Rolling Stone als Verrat an den Idealen der Rockmusik empfunden. Tatsächlich lief die Zusammenarbeit mit der Band nicht sehr gut, da sich die Musiker vorher nicht kannten und Joplin wenig Erfahrung sowohl als Band-Leader als auch mit dem Arrangieren von Liedern hatte. Zusammen nahmen sie das Album I Got Dem Ol’ Kozmic Blues Again, Mama auf.
Die Band hatte ihren bekanntesten Auftritt am 16. August 1969 beim Woodstock-Festival. Joplin war bei diesem Auftritt stark alkoholisiert, wirkte aufgeschwemmt und ihre Stimme brach oft. Ihre Plattenfirma verweigerte aus diesem Grund anfänglich die Erlaubnis, diesen Auftritt filmisch in der Dokumentation Woodstock zu zeigen. Allerdings machte sie eine Bemerkung über die Hippiebewegung, die später oft zitiert wurde: „Früher waren wir nur wenige, jetzt gibt es Massen und Massen und Massen von uns.“ Die Aufnahmen des Woodstockauftritts wurden teilweise erst auf Box of Pearls (1999 bei Sony) bzw. vorher größtenteils 1993 auf einer postumen CD (siehe Diskografie) durch die Firma ITM veröffentlicht.
Im Jahre 1969 trat Joplin im Fernsehen bei Ed Sullivan und Dick Cavett auf. Die Interviews mit Cavett sind auf dem postum veröffentlichten Album Janis zu hören. Ebenfalls 1969 begab sich die Kozmic Blues Band auf eine zweimonatige Europatournee. Ihr einziges Konzert in Deutschland fand am 12. April 1969 in der Jahrhunderthalle in Frankfurt am Main statt. Auf der offiziellen Website ist unter dem Datum 12. April 1969 vermerkt: „Kozmic Blues: two concerts in Frankfurt“. Nach Ende des von der Agentur Lippmann & Rau veranstalteten Konzerts forderte Joplin die Zuhörer auf zu bleiben, weil nun noch eine Aufzeichnung des amerikanischen Fernsehens folgte. Mitschnitte dieses „zweiten Konzerts“, bei dem sie die Fans animierte, auf die Bühne zu kommen, sind in der Filmdokumentation Janis (1975) zu sehen. Der Titel Raise Your Hand auf der postum veröffentlichten LP Farewell Song wurde während des Frankfurter Konzerts live aufgenommen.
Ebenfalls 1969 wurde Joplin in Tampa (Florida) inhaftiert, weil sie einen Polizisten beleidigt hatte. Bei der nachfolgenden Gerichtsverhandlung bezeichnete ein Gericht Joplins Verhalten als freie Meinungsäußerung und ließ die Anklage fallen. Sie wurde aber nach einem Konzert wegen obszöner Sprache und Fluchens auf der Bühne zu einer Geldstrafe von 200 US-Dollar (2025: ca. 1.711 US-Dollar) verurteilt. Im Januar 1970 löste sich die Band auf. Um von ihrer Sucht nach Alkohol, Heroin, Aufputschmitteln und anderen Drogen loszukommen, reiste sie im Februar 1970 zum Karneval nach Rio de Janeiro, begleitet von ihrer besten Freundin Linda Gravenites, einer Sängerin und Schauspielerin, die mit dem Musiker Nick Gravenites verheiratet war.

### Full Tilt Boogie Band und Joplins Tod

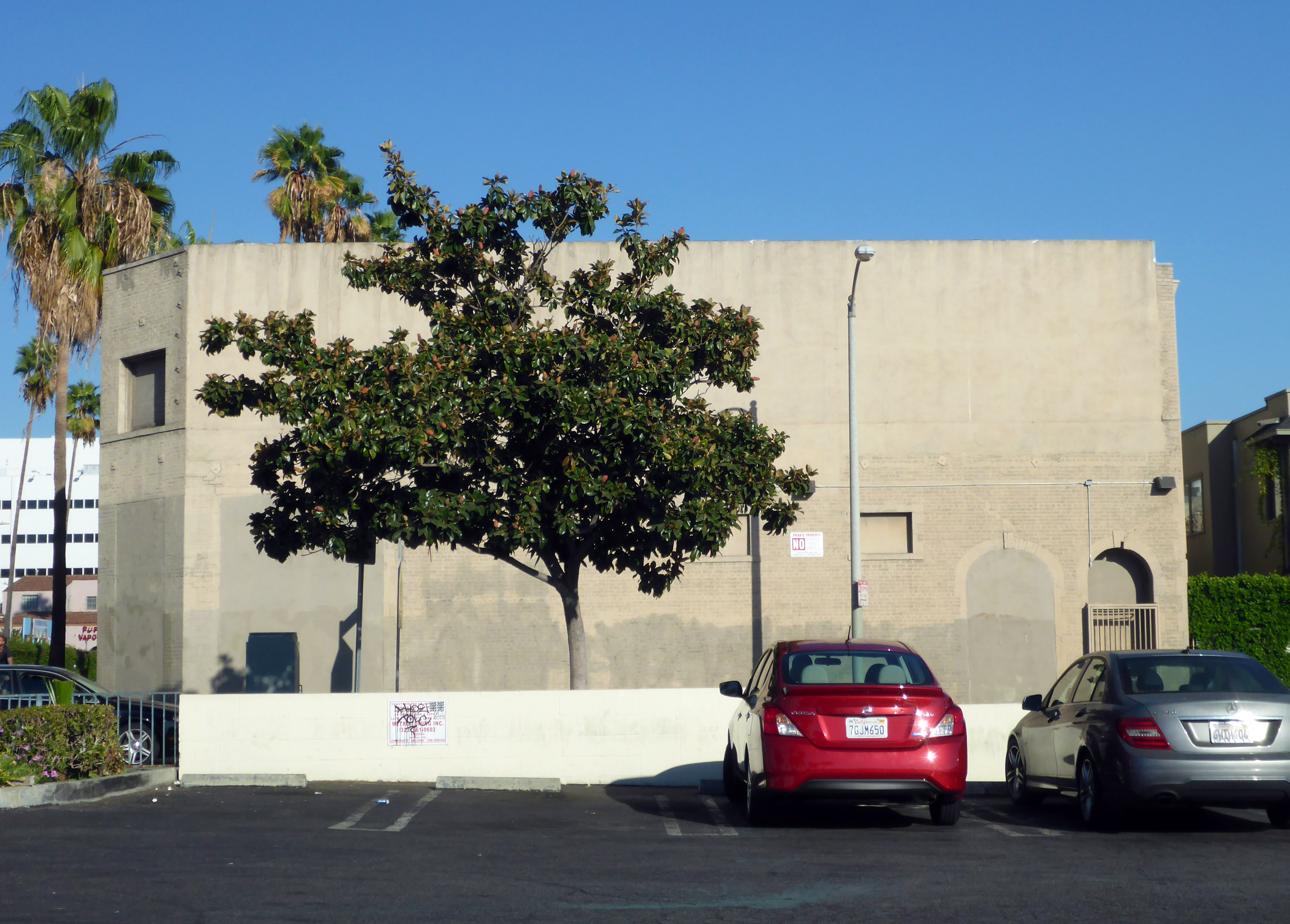
Hollywood, Sunset Sound Recorders, 6650 Sunset Boulevard

Zurück in Kalifornien nahm Janis Joplin ihre unstete Lebensweise wieder auf. Im April 1970 wurde ihre dritte Band, die Full Tilt Boogie Band, zusammengestellt. Diese stellte sich für sie als Glücksgriff heraus. Das Team harmonierte emotional und musikalisch. Road-Manager John Cooke: „Die Jungs suchten eine Band, die eine Heimat war. Sie wussten, dass Janis der Boss war, und sie mochten sich alle auf Anhieb.“ Janis Joplin schien endgültig ihren Musikstil gefunden zu haben. Die Lieder mit der Full Tilt Boogie Band sollten ihre erfolgreichsten werden. Im Sommer 1970 trat sie im Festival Express Train auf.
Am 26. September 1970 traf sich die Band im Studio Sunset Sound Recorders in Hollywood für die Aufnahmen zu ihrer dritten Columbia-LP Pearl. Gleichzeitig nahm Joplin, als ein Geburtstagslied für John Lennon, den Song Happy Trails auf. Sie gehörte zu mehreren Sängern, die von Yoko Ono um eine aufgezeichnete Begrüßung zu Lennons 30. Geburtstag gebeten wurden. Lennon erhielt die Aufnahme erst zwei Tage nach ihrem Tod. Am 1. Oktober nahm sie dort den A-cappella-Song Mercedes Benz auf.
Am 3. Oktober, kurz vor dem Ende der Studioaufnahmen, war Joplin das letzte Mal im Studio, um Bänder mit Titeln anzuhören, die sie an den folgenden Tagen einsingen sollte. Als sie am nächsten Tag bis nachmittags nicht wie vereinbart im Studio auftauchte, fuhr John Cooke zum Landmark Motel (heute Highland Gardens Hotel), in dem Joplin seit dem 24. August im Zimmer 105 wohnte. Er fand sie dort tot auf dem Fußboden liegend.
Nach offiziellen Angaben starb Janis Joplin am 4. Oktober 1970 an einer Überdosis Heroin. Ihr linker Unterarm wies 14 Einstiche auf. Joplins Leiche wurde verbrannt und die Asche an der kalifornischen Küste in der Bucht von Marin County – unweit von San Francisco – im Pazifik bestattet. Beim Titel Buried Alive in the Blues auf dem Album Pearl fehlt die Stimm-Spur, die Joplin am 5. Oktober 1970 hätte einsingen sollen.

### Nachlass

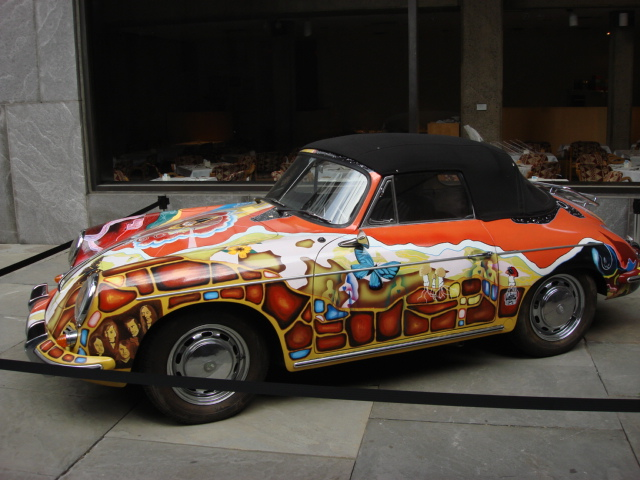
Janis Joplins 1965er-Porsche 356 SC Cabriolet

Kurz vor ihrem Tod hatte Janis Joplin am 1. Oktober 1970 in Beverly Hills ihr Testament unterzeichnet. Wunschgemäß vertranken 200 Freunde auf einer Party das hinterlassene Bargeld von 1500 Dollar. Der Verbleib ihres sonstigen Vermögens war klar geregelt, wobei im Wesentlichen Eltern und Geschwister bedacht wurden. Insbesondere für die Auszahlungen an Joplins jüngeren Bruder Michael, dem eine gute Ausbildung ermöglicht werden sollte, hatte Anwalt Bob Gordon strenge Anweisungen.
Der bekannte Janis-Joplin-Porsche 356 C 1600 SC, Baujahr 1964, wurde nach 20 Jahren Ausstellung in der Rock and Roll Hall of Fame im Dezember 2015 in New York durch die Familie über RM Sotheby’s für 1,76 Millionen US-Dollar versteigert. Der Schätzpreis hatte bei 400.000 US-Dollar gelegen.

## Bedeutung
Neben Jimi Hendrix und Jim Morrison war Janis Joplin eine der zentralen Symbolfiguren der Hippiezeit und der Hippiekultur. Alle drei prägten einen Lebensstil, der im Nachhinein durch „Sex, Drugs and Rock’n’Roll“ und „Live fast, love hard, die young“ gekennzeichnet wurde. Aufgrund ihres frühen Todes wird sie wie andere einflussreiche Musiker, darunter Hendrix und Morrison, zum „Klub 27“ gezählt.

## Trivia
Im Jahr 1969 hatte Janis Joplin eine kurze Liebesbeziehung mit Johnny Winter, wodurch es zu Gastauftritten Winters bei mehreren Konzerten von Janis Joplin kam, u. a. in der Boston Music Hall am 11. Dezember 1969 und im Madison Square Garden in New York City am 27. Dezember 1969. Winter antwortete 2014 in einem Interview auf die Frage, ob er eine Liaison mit Janis Joplin hatte: „Oh ja! Wir verstanden uns sofort. Sie kam aus der gleichen Gegend wie ich, gerade mal 20 Kilometer weiter. Sie rief mich oft an und fragte, ob wir ausgehen wollten. Und ich habe immer zugesagt. Ich mochte Janis, sie war ein nettes Mädchen. Sie hasste die Leute in Port Arthur, die behandelten sie mies. Wir haben auch drei, vier Mal zusammen gespielt.“
Janis Joplin besuchte im Sommer 1970, kurz vor ihrem Tod, das Grab von Bessie Smith (1894–1937) auf dem Mount Lawn Cemetery in Sharon Hill, Pennsylvania. Als sie dabei angeblich feststellte, dass die von ihr verehrte Bluessängerin anonym beigesetzt worden war, ließ Janis ihr einen Grabstein setzen, der die Inschrift trägt:

“The Greatest Blues Singer In The World Will Never Stop Singing – Bessie Smith – 1894–1937”

„Die größte Blues-Sängerin der Welt wird niemals aufhören zu singen“

Nach anderen Quellen bezahlte eine Krankenschwester aus Philadelphia eine Hälfte des Grabsteins, und Joplin trug, nachdem man sie telefonisch darum gebeten hatte, die andere Hälfte der Kosten.
Auf vielen Fotos sieht man Janis Joplin mit einer Flasche Southern Comfort.
In San Francisco hatte Janis Joplin eine Beziehung mit Country Joe McDonald, der ihr später das Lied Janis widmete. Leonard Cohen schrieb über sie das Lied Chelsea Hotel No. 2.
Der von Joplin komponierte und von ihr gesungene Song Mercedes Benz ist Teil des Soundtracks von Der Baader-Meinhof-Komplex. Der Song wird auch im Intro des Films kurz abgespielt.

## Postume Auszeichnungen und Würdigungen
Das 1971 von Mimi Fariña geschriebene und mit Tom Jans veröffentlichte Lied In the Quiet Morning (For Janis Joplin) ist eine Hommage an die Sängerin. Es wurde 1972 durch Farinas Schwester Joan Baez zu einem kleinen Hit in den USA.
Im Jahre 1995 wurde Janis Joplin in die Rock and Roll Hall of Fame aufgenommen.
Am 4. November 2013 wurde auf dem Walk of Fame in Hollywood der 2510. Stern enthüllt, er trägt Joplins Namen. Bei der Zeremonie waren neben Angehörigen und Fans auch ihr Entdecker Clive Davis sowie Kris Kristofferson, der noch einmal Me and Bobby McGee sang, anwesend.
Der Rolling Stone listete Joplin auf Rang 46 der 100 größten Musiker aller Zeiten sowie auf Rang 28 der 100 größten Sänger/Sängerinnen aller Zeiten.
In Wien wurde im neuen Stadtteil Seestadt Aspern die Janis-Joplin-Promenade entlang des Seeparks Aspern nach ihr benannt.

## Diskografie
Studioalben

| Jahr | Titel                                  | Höchstplatzierung, Gesamtwochen, AuszeichnungChartplatzierungen (Jahr, Titel, Platzierungen, Wochen, Auszeichnungen, Anmerkungen) | Höchstplatzierung, Gesamtwochen, AuszeichnungChartplatzierungen (Jahr, Titel, Platzierungen, Wochen, Auszeichnungen, Anmerkungen) | Höchstplatzierung, Gesamtwochen, AuszeichnungChartplatzierungen (Jahr, Titel, Platzierungen, Wochen, Auszeichnungen, Anmerkungen) | Höchstplatzierung, Gesamtwochen, AuszeichnungChartplatzierungen (Jahr, Titel, Platzierungen, Wochen, Auszeichnungen, Anmerkungen) | Höchstplatzierung, Gesamtwochen, AuszeichnungChartplatzierungen (Jahr, Titel, Platzierungen, Wochen, Auszeichnungen, Anmerkungen) | Anmerkungen                          |
| Jahr | Titel                                  | DE | AT | CH | UK | US | Anmerkungen                          |
| ---- | -------------------------------------- | --- | --- | --- | --- | --- | ------------------------------------ |
| 1969 | I Got Dem Ol’ Kozmic Blues Again Mama! | — | — | — | — | US5 Platin · (28 Wo.)US | Erstveröffentlichung: September 1969 |
| 1971 | Pearl                                  | DE3 (11 Wo.)DE | — | — | UK20 Silber · (4 Wo.)UK | US1 ×4Vierfachplatin · (42 Wo.)US                                                                                                 | Erstveröffentlichung: Januar 1971    |

grau schraffiert: keine Chartdaten aus diesem Jahr verfügbar

## Filme
- 1970: Janis Joplin (Fernsehdokumentation), Regie: Reinhard Hauff
- 1974: Janis – The Janis-Joplin-Story, Regie: H. Alk, S. Findlay
- 1979: The Rose (die fiktive Geschichte ist an die Biografie Janis Joplins angelehnt), Regie: Mark Rydell
- 2015: Janis: Little Girl Blue (Dokumentarfilm), Regie: Amy Berg[25]